# W.A.S.P.
W.A.S.P. je americká heavy metalová skupina, která byla založena v Los Angeles v Kalifornii v roce 1982. Zakládajícími členy byli Blackie Lawless, Rik Fox, Randy Piper a Tony Richards. Skupina se proslavila svým rockovým image, texty a živými koncerty. Ve světě se prodalo 12 miliónů jejich alb.
Skupina byla v polovině 80. let cílem rodičovského hudebního centra (Parents Music Resource Center - PMRC) organizace, která prosazovala varovné štítky na albech. Skupina zvěčnila svůj boj s PMRC v písni 'Harder, Faster' z jejich živého alba z roku 1987 Live... in the Raw. Mezi jejich nejznámější písně patří 'L.O.V.E. Machine', 'Wild Child', 'Animal (F**k Like a Beast)', 'I Wanna Be Somebody', 'Blind in Texas', 'Forever Free', 'The Headless Children', 'Chainsaw Charlie (Murders in the Morgue)' a 'The Idol', stejně jako jejich coververze od The Who 'The Real Me'.
Jediným původním členem ve skupině zůstal frontman Blackie Lawless.

## Původ názvu skupiny
Hodně se spekulovalo o původu názvu kapely a o tom, zda ve skutečnosti něco znamená, protože se píše jako zkratka. Jedním z možných výkladů je WASP což je původní význam zkratky.
Když byl dotázán Lawless na jméno kapely, vyhnul se přímé odpovědi. V jednom rozhovoru odpověděl: "Nejsme si jisti, kamaráde."
V rozhovoru z února 2010 Lawless uvedl, že hlavním důvodem názvu byla období. Tvrdil, že žádná kapela nikdy předtím nepoužila zkratky a v podstatě tato období vytvořila „otazník nejistoty“, aby skupina více vynikla. Potom pokračoval: "Podívejte se, kde jsme: stalo se!"
V rozhovoru zveřejněném na YouTube v roce 2020 bývalý baskytarista Rik Fox vysvětlil, že jméno vzniklo po incidentu při kterém Fox narazil na sršeň a pokusil se ho zabít dříve, než ho mohla bodnout. Podle Foxe se to stalo, když byla kapela ještě pod přezdívkou „Sister“ a Lawless hledal nové jméno. Když Fox vysvětlil, co se stalo Lawlessovi se nápad líbil a nakonec ho přijal. Foxův příběh potvrdil bývalý kytarista Randy Piper, který, i když s ním souhlasil, uznal Lawless jako toho, kdo přišel s nápadem, aby byl název kapely napsán jako zkratka.

## Historie

### Začátky, vzestup ke slávě a cenzura (1982-1985)
Skupina W.A.S.P. začali po rozpadu losangeleské kapely Circus Circus s kytaristy Blackiem Lawlessem a Randym Piperem. Původní sestava skupiny byla založena v Los Angeles v roce 1982 Lawlessem na rytmickou kytaru, Piperem na sólovou kytaru, a později se k nim připojili baskytarista Rik Fox a bubeník Tony Richards. Kapela se stala notoricky známou svými občas šokujícími živými vystoupeními. Lawless byl známý tím, že přivazoval polonahé modelky k mučírně a házel syrové maso do publika. 
První sestava netrvala dlouho, protože basista Rik Fox byl propuštěn a připojil se ke skupině Steeler se zpěvákem Ronem Keelem a kytaristou Yngwiem Malmsteenem. Nahradil ho Don Costa, který hrál v Richardsově bývalé kapele Dante Fox (později Great White). Krátce nato kapelu opustil i Costa a jeho místo obsadil Brayden Parker. Ve stejné době se ke kapele přidal další kytarista Chris Holmes, který převzal roli sólového kytaristy, Piper zase roli rytmického kytaristy a Lawless převzal místo baskytaristy.
WASP podepsala smlouvu s Capitol Records na jejich debutové album WASP, vydané 17. srpna 1984. Debut byl najednou plánován na vydání s názvem Winged Assassins. Debutový singl skupiny byl s názvem 'Animal (F**k Like a Beast)', který byl kontroverzní stejně, tak jeho obal. Singl byl v USA  z alba vynechán, aby se zabránilo jeho zákazu ve velkých obchodních řetězcích. Skupina přesto doprovázela první světové turné kapely, kde vystupovali s četnými kapelami jako KISS, Iron Maiden, Dokken, Krokus, Helix, Quiet Riot, a tehdy poměrně neznámé Metallice.
Singly 'L.O.V.E. Machine' a 'I Wanna Be Somebody' pomohly debutové album prodat a kapela připravila další singl 'Blind in Texas', píseň napsanou v St. Paul, od Lawlesse. Píseň byla zařazena na jejich druhé album The Last Command v říjnu 1985. The Last Command zůstává nejvýše hodnoceným albem WASP a vyvrcholilo v žebříčku alb Billboard na 47. místě. 'Blind in Texas' je možná jejich nejznámější píseň, více než tři desetiletí i po jejím vydání. The Last Command bylo také prvním albem s novým bubeníkem Stevem Rileym, který nahradil Richardse na začátku turné v letech 1984-1985. W.A.S.P. podpořili album účastí na dvou arénových turné jako předkapela a speciální host pro KISS na jejich Asylum World Tour, a spolu s tehdy neznámým Anthrax podpořili Black Sabbath na jejich Seventh Star Tour.
Po turné The Last Command  kytarista Piper skupinu opustil. Na začátku roku 1986 baskytarista Johnny Rod se připojil k W.A.S.P., když se Lawless vrátil ke hře na rytmickou kytaru.
Přibližně v této době se skupina W.A.S.P. stala velmi prominentním cílem rodičovského hudebního centra (Parents Music Resource Center - PMRC), organizace vedená Tipperem Gorem (budoucí druhou dámou Spojených států kvůli sňatku s 45. viceprezidentem Al Gorem) a oddanou oponování hudbě s texty považovanými za násilné nebo zjevné se sexuálním obsahem. Skupina zažívala cenzuru ze strany organizace a snížila reputaci kapely do takové míry, že koncertní síně dostávaly výhrůžky bombami, členové kapely dostávali výhrůžky smrtí po stovkách a Lawless byl dvakrát zastřelen (ačkoliv nebyl zasažen). Kontroverze vytvořila dost cennou publicitu pro kapelu.

### Hlavní proud úspěchu (1986-1989)
S provedenými změnami v sestavě nahráli své třetí album s názvem Inside the Electric Circus. Vyšlo v říjnu 1986 a následovalo téměř rok dlouhé světové turné na podporu alba, včetně hostování pro Iron Maiden na jejich Somewhere on Tour na podporu alba Somewhere in Time v Evropě a headliner po Severní Americe se Slayer a Saxon. Inside the Electric Circus obdržel smíšenou reakci, ale byl považován za velký hit mezi fanoušky WASP, zatímco kritici jej na druhé straně odmítali.
Písně jako 'Shoot From The Hip' a menší hit '95-NASTY' pomohly skupině naplnit pověst jednoho z možných významů názvu jejich skupiny, "We Are Sexual Perverts". Nicméně, Blackie Lawless sám, známý jako tvrdý kritik své vlastní práce, citoval v poznámkách k re-releedu alba, že album byla "unavená nahrávka unavené kapely". Nakonec to byla nepříznivá kritická recenze singlu „95-NASTY“, která přesvědčila Lawlesse, aby si vzal chvíli pauzu a přehodnotil kreativní směřování kapely.
Ve stejném roce bylo zaznamenáno několik vystoupení během Inside the Electric Circus Tour a 27. listopadu 1987 byl koncert v aréně Long Beach vydán jako album Live... in the Raw. V této době Riley opustil skupinu, a připojil se k L.A. Guns a byl nahrazen místním bubeníkem Chadem Nelsonem.
Čtvrté studiové album skupiny je The Headless Children vyšlo 15. dubna 1989 a bylo jejich prvním albem bez jakýchkoli zjevně sexuálně explicitních písní. Album dosáhlo v žebříčku alb Billboard 200 na 48. místě, než za 13 týdnů spadlo z žebříčku. Do té doby to však byla kritikou nejuznávanější práce W.A.S.P. a podle Lawlesse je dosud nejprodávanějším albem skupiny. Na albu měl na bicí na starosti Frankie Banali bývalý bubeník Quiet Riot. Obsahuje dvě nejuznávanější písně skupiny power baladu 'Forever Free' a cover verzi 'The Real Me' od The Who. W.A.S.P. vyrazili na turné po Spojených státech s Accept a Metal Church, aby podpořili album The Headless Children hráli na menších místech, jako jsou kluby a divadla, na rozdíl od arén a stadionů, které kapelu přivedly k úspěchu.

### Dočasný rozpad skupiny a další alba (1989-1995)
Kytarista Chris Holmes opustil kapelu v srpnu 1989 s tím, že se chce "bavit, víte". Lawless odpověděl sžíravou poznámkou o skutečnosti, že "někteří kluci chtějí zůstat doma a nosit zástěry", což naznačuje povahu vztahu Chrise Holmese s jeho novou manželkou a kytaristkou Litou Ford. Po turné opustili kapelu také Frankie Banali a Johnny Rod. Kapela se o několik měsíců později fakticky rozpadla a Blackie Lawless se vydal na krátkou sólovou dráhu.
V roce 1990 Blackie zahájil práci na svém debutovém sólovém albu, ale pod tlakem vydavatelství i fanoušků jej vydal v červnu 1992 jako album W.A.S.P. Je to první album skupiny, které se vůbec neumístilo v žebříčku Billboard 200. Album je napsané ve formě rockové opery. Na tomto albu Blackie opustil náboženské, apokalyptické a sexuální texty, které zpočátku skládal. Na albu Blackie napsal více emocionálně metalové a nabité skladby. Je ironií, že mnozí kritici mají pocit, že výsledné koncepční album The Crimson Idol bylo dosud nejlepším výstupem skupiny. Na albu hrál Lawless - rytmickou kytaru, baskytaru a klávesy, Bob Kulick - sólová kytara, Doug Aldrich - sólová kytara (pouze na písni 'Arena of Pleasure'), a o bicí se postaral znovu Frankie Banali a Stet Howland, který se poté stal členem skupiny W.A.S.P. Do skupiny se vrátil baskytarista Johnny Rod, a do kapely se připojil jako hostující člen na turné kytarista Dan McDade.
Následovníkem The Crimson Idol byl Still Not Black Enough vydaný v červnu 1995. Album je sbírka temných, introspektivních melodií, které rozšířily mytologii předchozího alba. Tentokrát, spíše než "schovávat se za" alter ego Jonathana Steelea na předchozím albu, mluvil Lawless přímo k publiku o svých vlastních pocitech. Zatímco album postrádalo soudržnost svého předchůdce, texty stále prozkoumávaly podobná témata jako být vyvržencem a nevhodnou osobou, tlakem slávy a společnosti, a hledání lásky. 

### Návrat Chrise Holmese, K.F.D., Helldorado a Unholy Terror (1996-2001)
Holmes se vrátil zpátky do kapely v roce 1996, a ve stejnou dobu se připojil nový baskytarista Mike Duda. V dubnu 1997 skupina vydala sedmé studiové album Kill.Fuck.Die. Od předchozích verzí se liší tím, že obsahuje agresivnější zvuk. V té době Lawless a Holmes vyšli ze špatných vztahů a to se odráží i na albu. Lawless popsal album jako „snuff rock“. V květnu 1999 vyšlo osmé album Helldorado. Z těchto turné nahráli dvě živá alba, Double Live Assassins a The Sting: Live at Key Club L.A. CD a DVD byly převzaty přímo z experimentálního webového vysílání, o kterém Blackie tvrdí, že nad ním neměl žádnou kontrolu. Toto vydání ho rozzlobilo, protože byl nespokojený s kvalitou zvuku a obrazu.
Skupina pokračovala s albem Unholy Terror v dubnu 2001. Holmes znovu opustil skupinu ve stejném roce, že chtěl “hrát blues”. Spojil se s kapelou Animal Randyho Pipera, bývalého člena WASP, ale brzy také z tohoto projektu odešel.

### AlbaDying for the Worlda The Neon Gods (2002-2005)
Do kapely se připojil kytarista Darrell Roberts a v červnu 2002 ve stejném vyšlo Dying for the World. Bylo napsáno a nahráno za méně než rok, což je podle Lawlessových perfekcionistických měřítek velmi rychlé. Její poznámky obsahují jedno z nejsilnějších prohlášení o politické korektnosti, inspirované teroristickými útoky z 11. září. Na albu znovu hrál bubeník Frankie Banali.
V dubnu 2004 vydala skupina koncepční album s názvem The Neon God: Part 1 – The Rise o týraném a osiřelém chlapci, který zjistil, že má schopnost číst a manipulovat s lidmi. V září 2004 vyšla druhá část The Neon God: Part 2 – The Demise.

### Odchod členů, a alba Dominator a Babylon (2006-2014)
Začátkem roku 2006 dlouholetý bubeník Stet Howland přátelsky odešel ze skupiny a v květnu 2006 také odešel kytarista Darrell Roberts, který se připojil ke skupině Five Finger Death Punch.
Skupina oznámila nové členy tím byli bubeník Mike Dupke a kytarista Doug Blair, který v roce 2001 nahradil dočasně Holmese.
Vydání nového alba Dominator bylo plánováno na říjen 2006, podle prohlášení Blackieho Lawlesse. Poté hrál novou píseň z alba s názvem 'Mercy'. Později bylo vydání alba odloženo na duben 2007, přičemž kapela nahrála dvě novinky a dvě převzaté písně, které měly být použity jako bonusové skladby. Album vychází ze současné americké zahraniční politiky. Nejvíc se prosadilo v žebříčkách ve Finsku, Norsku, Švédsku a Velké Británii.
V říjnu 2007 skupina zahájila The Crimson Idol Tour tedy 15 let od vydání alba. Při koncertě v řecké Soluni v Principal Club divadle 26. října 2007 oznámili, že toto turné bude pro skupinu poslední, alespoň na nějakou dobu. Nicméně, skupina později potvrdila některé evropské festivalové vystoupení. WASP oznámila evropské turné, které zahrnovalo data ve Skotsku, Anglii a dalších místech po celé Evropě na konci října 2007. Což se potvrdilo. V říjnu 2009 vydávají album s názvem Babylon přes Demolition Records. Krátce po vydání alba Blackie Lawless prohlásil, že už nikdy nebude hrát živě píseň „Animal (Fuck Like A Beast)“, kvůli svému náboženskému přesvědčení. Tyto názory údajně stojí za autocenzurou jeho vlastních textů Lawlesse během "Babylon World Tour", zejména během vystoupení 'Chainsaw Charlie (Murders In The New Morgue)' 
21. září 2012 kapela oslavila 30. výročí své vůbec první živé show zahájením světového turné v The Forum v Londýně. Set pro turné byl rozdělen do tří sekcí: písně z prvních čtyř alb, zkrácené provedení vystoupení The Crimson Idol a poslední část pro novější materiál. 

### Album Golgotha, 25. výročí The Crimson Idol a připravované album (2015-dosud)
Skupina vydala přes Napalm Records 9. října 2015 patnácté studiové album Golgotha. Trvalo čtyři roky, než se album zhmotnilo. Před vydáním alba odešel bubeník Mike Dupke a nahradil do kanadský bubeník Randy Black (ex-Annihilator).
V roce 2017 odešel bubeník Randy Black, který se připojil k německé thrashmetalové skupině Destruction. A jeho místo zaujal brazilský bubeník Aquiles Priester (ex-Primal Fear, ex-Angra).
W.A.S.P. vyjeli v roce 2017 na turné k 25. výročí vydání alba The Crimson Idol. K tomuto výročí kapela vydala 2. února 2018 Reidolized (Soundtrack k The Crimson Idol), který přišel s původním filmem The Crimson Idol na DVD a Blu-ray a obsahuje šest skladeb, které byly původně zamýšleny jako část původní verze alba.
V prosinci 2017 bylo oznámeno, že skupina pracuje na novém materiálu pro pokračování předchozího alba. Žádné zprávy o albu se neobjevily déle než tři roky, až do prosince 2020. Pokrok na novém albu pokračoval, ale pomalu do ledna 2022, kdy frontman Blackie Lawless v rozhovoru s Eddiem Trunkem prohlásil, že skupina má „celkem dost materiálu, na kterém pilně pracovala".  V červenci 2024 zopakoval pomalý postup alba z důvodu nadcházejících plány turné a své loňské zranění zad jako faktory, a pravděpodobně vyjde v roce 2025.

## W.A.S.P. v Česku
- 6. října 2006 – Masters of Rock Café – Zlín
- 29. června 2007 –  Basinfirefest – Spálené Poříčí
- 1. prosince 2007 – Winter Masters of Rock – Zlín
- 11. listopadu 2009 – Retro Music Club – Praha
- 22. října 2010 – Winter Masters of Rock – Zlín
- 8. června 2012 – Metalfest – Plzeň
- 2. srpna 2014 – Ostrava v plamenech – Ostrava
- 8. listopadu 2015 – Garage Club – Ostrava
- 24. listopadu 2017 – Sport Hluk – Hluk
- 17. srpna 2018 – Rock Heart – Moravský Krumlov
- 15. května 2023 – Sono Music Club – Brno
- 3. října 2025 – Palác Lucerna – Praha

## Členové

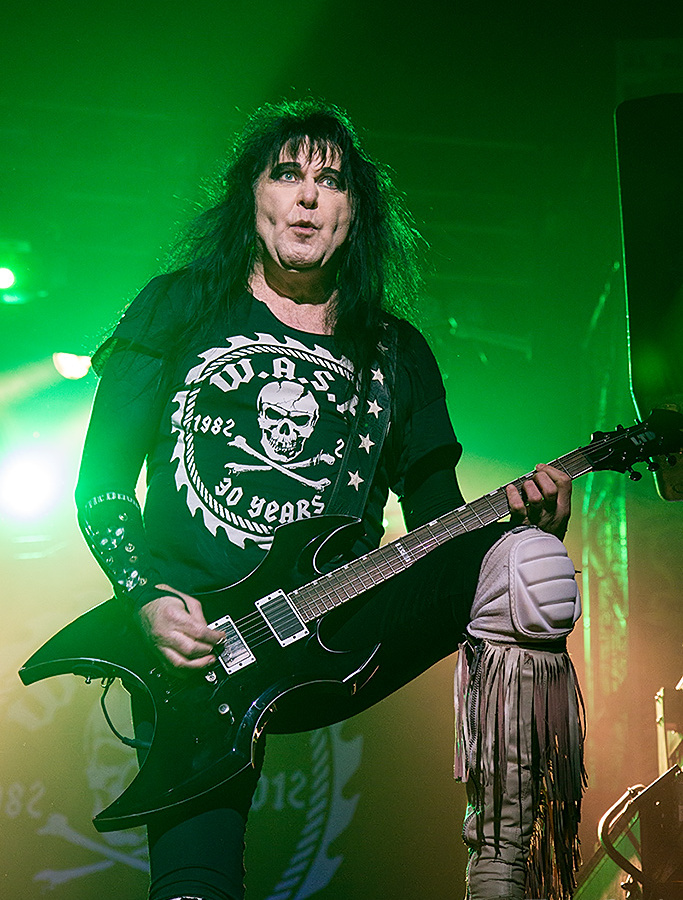
W.A.S.P. živě v německém Norimberku (foto: Florian Stangl)

### Současní
- Blackie Lawless – zpěv, rytmická kytara (1985-současnost), baskytara (1982-1985)
- Doug Blair – doprovodný zpěv, sólová kytara (1992, 2001, 2006-současnost)
- Mike Duda – doprovodný zpěv, baskytara (1995-současnost)
- Aquiles Priester – bicí (2017-současnost)

### Dřívější
- Don Costa – baskytara (1982)
- Randy Piper – rytmická kytara (1982-1985)
- Chris Holmes – sólová kytara (1982-1990, 1995-2001)
- Johnny Rod – baskytara (1986-1990, 1992-1993)
- Stephen Riley – bicí (1984-1987)
- Frankie Banali – bicí (1988-1990, 1994-1995, 2001-2004, 2017) (zemřel)
- Stet Howland – bicí (1991-1993, 1995-2006)
- Mike Dupke – bicí (2006-2015)
- Darrell Roberts – sólová kytara (2001-2006)
- Randy Black – bicí (2015-2017)

### Hostující
- Bob Kulick – sólová kytara (1990-1992, 1994-1995) (zemřel)

- Patrick Johansson – bicí (2006, 2015)
- Brian Tichy – bicí (2018)

## Diskografie

### Studiová alba
- Winged Assassins (1984)
- The Last Command (1985)
- Inside the Electric Circus (1986)
- The Headless Children (1989)
- The Crimson Idol (1992)
- Still Not Black Enough (1995)
- Kill, Fuck, Die (1997)
- Business the American Way (1998)
- Helldorado (1999)
- Unholy Terror (2001)
- Dying for the World (2002)
- The Neon God 1 – The Rise (2004)
- The Neon God 2 – The Demise (2004)
- Dominator (2007)
- Babylon (2009)
- Golgotha (2015)

### Koncertní alba
- Live...In the Raw (1987)
- Double Live Assassins (1998)
- The Sting (2000)

### Kompilace
- First Blood Last Cuts (1994)
- The Best of the Best: 1984–1999, Vol. 1 (2000)
- The Best of the Best 2CD (2007)

### EP a singly
- Animal (Fuck Like a Beast) – 1984
- I Wanna Be Somebody – 1984
- L.O.V.E. Machine – 1984
- Sleeping in the Fire – 1984
- School Daze – 1984
- Cries in the Night – 1985
- Blind in Texas – 1985
- Wild Child – 1986
- 9.5. – N.A.S.T.Y. – 1986
- Live Animal – 1987
- Scream Until You Like It – 1987
- I Don't Need No Doctor – 1987
- Mean Man – 1989
- The Real Me – 1989
- Forever Free – 1989
- The Story of Jonathan – 1992
- Chainsaw Charlie – 1992
- Hold on to My Heart – 1992
- The Idol – 1992
- I Am One – 1992
- Sunset & Babylon – 1993
- Black Forever / Goodbye America – 1995
- Kill Fuck Die – 1997
- Helldorado Promo – 1999
- Saturday Night's Alright for Fighting – 2000
- 3 Song Sampler – 2004
- Crazy – 2009